# Cratere Lemaître
Lemaître è un cratere lunare di 93,7 km situato nella parte sud-orientale della faccia nascosta della Luna.
Il cratere è dedicato al matematico belga Georges Lemaître.

## Crateri correlati
Alcuni crateri minori situati in prossimità di Lemaître sono convenzionalmente identificati, sulle mappe lunari, attraverso una lettera associata al nome.
| Lemaître | Coordinate             | Diametro (in km) |
| -------- | ---------------------- | ---------------- |
| C        | 59°31′48″S 145°45′00″W | 26,64            |
| F        | 61°30′36″S 148°31′48″W | 33,94            |
| S        | 61°48′00″S 156°48′36″W | 34,51            |